# Kulturní dům Peklo
Kulturní dům Peklo je novorenesanční stavba v Pobřežní ul. 10 v Plzni provedená staviteli Hůlou a J. Austerem. Je chráněn jako kulturní památka České republiky.
V roce 1894 zakoupil objekty a pozemky v tzv. Pekle místní Spolek pro zbudování Dělnického spolkového domu. Stávající objekty byly nejdříve rozšířeny malou přístavbou, v roce 1902 byly připojeny k redakci časopisu Nová doba. Teprve v letech 1905–1907 byla vystavěna budova s dvoranou dělnického spolkového domu Peklo. Několikrát tam tehdy přednášel i profesor T.G. Masaryk. Na objekt spolkového domu navazuje tzv. Fišerova vila z roku 1886.
V objektu nalezneme Velký a Malý sál a řadu učeben. Od roku 2005 sídlí v budově muzeum generála Pattona, tzv. Patton Memorial Pilsen – muzeum otevřené u příležitosti 60. výročí osvobození města Plzně Americkou armádou a ukončení 2. světové války v roce 1945. Město kulturní dům v roce 2018 uzavřelo kvůli špatnému stavu stropu ve velkém sále.